# Cladia globosa
Cladia globosa är en lavart som beskrevs av Ahti. Cladia globosa ingår i släktet Cladia och familjen Cladoniaceae.   Inga underarter finns listade i Catalogue of Life.